# Friedenskirche Finow

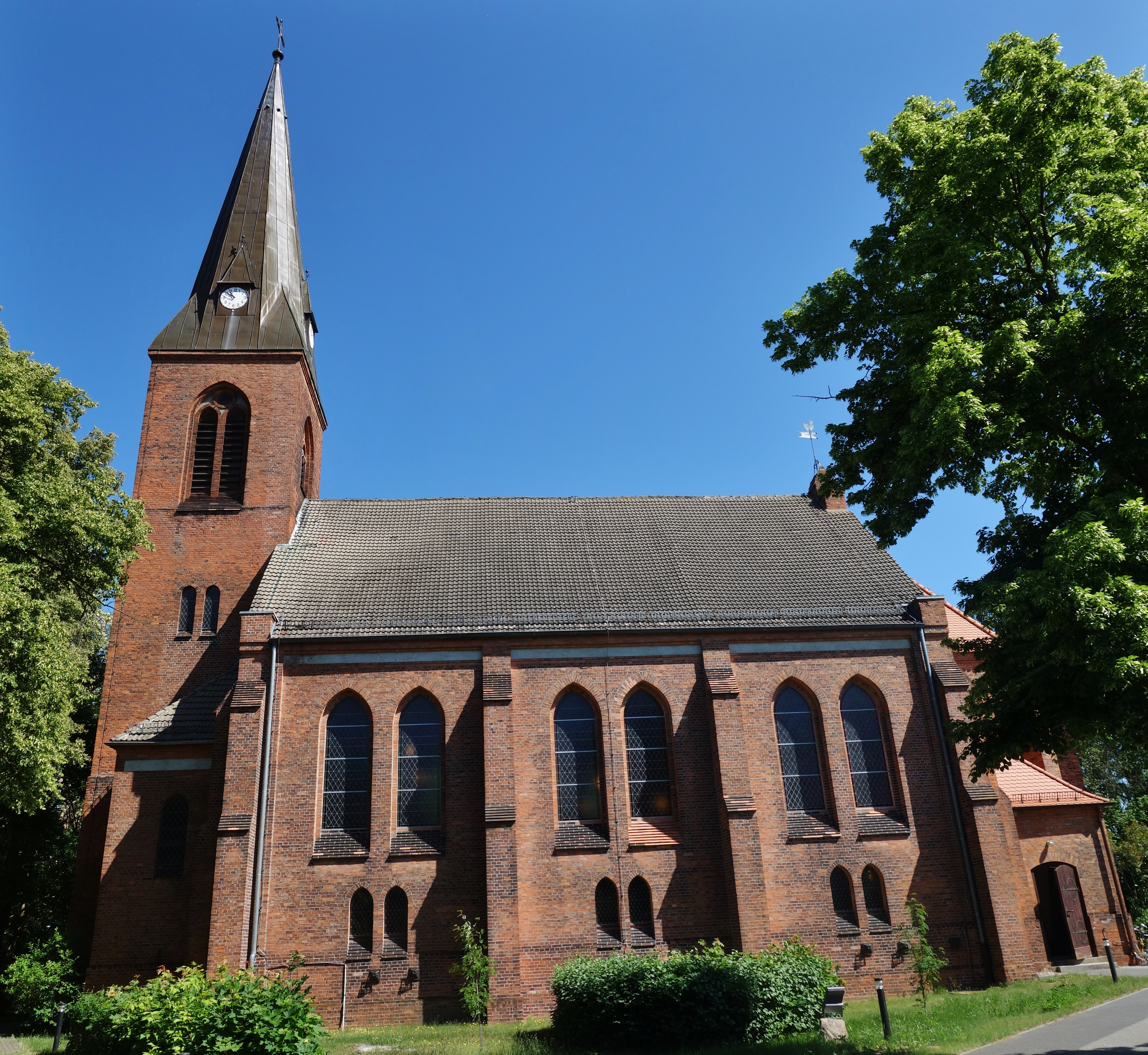
Friedenskirche Finow

Die evangelische, denkmalgeschützte Friedenskirche steht in Finow, einem Ortsteil von Eberswalde im Landkreis Barnim von Brandenburg. Die Kirchengemeinde gehört zum Kirchenkreis Barnim der Evangelischen Kirche Berlin-Brandenburg-schlesische Oberlausitz.

## Beschreibung
Die Gemeinde Heegermühle besaß bis 1892 eine angeblich mittelalterliche Feldsteinkirche, die man Anfang des 17. Jahrhunderts durch einen Fachwerkanbau erweitert hatte. Da das kleine Gebäude am Ende des 19. Jahrhunderts für die Gemeinde, die inzwischen auf fast 3000 Einwohner angewachsen war, nicht mehr ausreichte, wurde von 1889 bis 1891 eine neue Pfarrkirche nach einem Entwurf des königlichen Kreisbaumeisters Düsterhaupt geliefert. Der Grundstein der Saalkirche aus Backsteinen wurde am 21. Juli 1889 gelegt. Am 31. Mai 1891 fand die Einweihung statt. Im Rahmen einer Renovierung wurde das Kircheninnere 1930 durch den Kunstmaler Thol neu bemalt. 
Die Kirche ist eine stattliche Saalkirche im neogotischen Stil mit einem Satteldach, einem eingezogenen Chor mit Fünfachtelschluss im Osten und einem schlanken Kirchturm im Westen mit einem hohen, 1995 erneuerten, achtseitigen Knickhelm, in dessen vier Dachgauben sich die Zifferblätter der Turmuhr befinden. Das oberste Geschoss des Kirchturms beherbergt hinter den als Biforien gestalteten Klangarkaden den Glockenstuhl.
Das äußere Erscheinungsbild des Baus aus roten Ziegeln wird durch Strebepfeiler und hohe, paarweise angeordnete Spitzbogenfenster geprägt. Das Portal an der Westseite zeichnet sich durch ein Rundfenster mit einer Glasmosaik aus. Der Innenraum ist ebenfalls im neogotischen Stil gestaltet und enthält bauzeitliche Möbelstücke wie Altar, Kanzel, Sitzmöbel und Empore, die von dem Architekten Milde aus Berlin entworfen wurden. Die Orgel auf der Empore hat 16 Register auf zwei Manualen und Pedal. Sie wurde 1891 von Hermann und Albert Kienscherf gebaut und nach 1945 und 1987 umdisponiert.
Aus der alten Kirche wurden Gedenktafeln für die Gefallenen der Kriege von 1813/15 und 1870/71 sowie eine Glocke übernommen, die 1722 von Caillet in Berlin gegossen wurde. Im Chor befindet sich ein farbiges Glasfenster mit einer Darstellung des Kreuzgangs Jesu. Der Kirchenbau ist ein Zeugnis des enormen Wachstums der Gemeinde Heegermühle im Zuge der beginnenden Industrialisierung am Ende des 19. Jahrhunderts. Mit ihrem schlanken Turm ist die Kirche seit ihrer Erbauung ein markantes, weithin sichtbares Stadtbauwerk.